# Xã Alto, Quận Roberts, South Dakota
Xã Alto (tiếng Anh: Alto Township) là một xã thuộc quận Roberts, tiểu bang Nam Dakota, Hoa Kỳ. Năm 2010, dân số của xã này là 66 người.